# Dicranoptycha paralivescens
Dicranoptycha paralivescens là một loài ruồi trong họ Limoniidae. Chúng phân bố ở miền Cổ bắc.